# ياسين بن حامد
ياسين بين حامد هو لاعب كرة قدم فرنسي، ولد في 24 مارس 2003 في فيلوربان في فرنسا. لعب مع رويال أنتويرب.